# Tina Fischer (Politikerin)

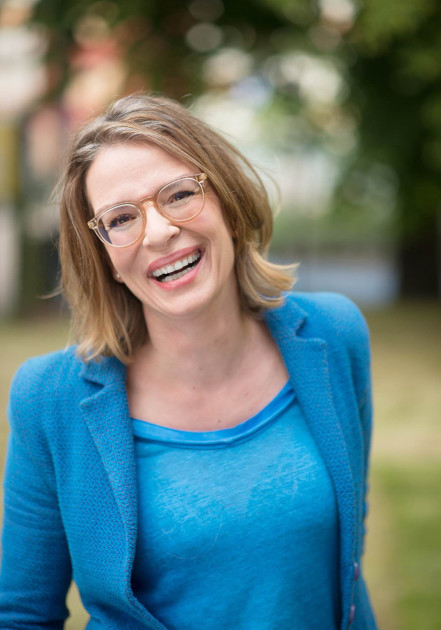
Tina Fischer (2019)

Tina Fischer (* 20. August 1971 in München) ist eine deutsche Politikerin (SPD). Sie war von 2009 bis 2014 Staatssekretärin und leitete die Vertretung des Landes Brandenburg beim Bund. Seit 2014 ist sie – wie schon von 2004 bis 2009 – Abgeordnete im Brandenburger Landtag.

## Leben und Beruf
Fischer wuchs in Lübeck auf, machte 1991 Abitur, studierte von 1991 bis 1996 Jura an der Universität Regensburg und schloss das Studium 1999 mit dem 2. Staatsexamen ab. Ihr Referendariat absolvierte sie von 1996 bis 1998 in Frankfurt/Oder. Danach arbeitete sie von 1999 bis 2002 im Berliner Büro des Bundestagsabgeordneten Peter Danckert (SPD). Von 2003 bis 2004 arbeitete sie als angestellte Anwältin bei der Deutschen Druck- und Verlagsgesellschaft. Tina Fischer ist zweifache Mutter und lebt in Zeuthen.

## Politik

### Partei
Fischer trat 2001 in die SPD ein und ist Mitglied des SPD-Ortsvereins Eichwalde. Von 2002 bis 2010 war sie acht Jahre lang Mitglied im SPD-Landesvorstand Brandenburg. Von 2002 bis 2004 und von 2006 bis 2022 gehört sie darüber hinaus dem Unterbezirksvorstand der SPD Dahme-Spreewald an und war lange Zeit stellvertretende Vorsitzende. Im April 2018 wurde sie zur Vorsitzenden des SPD-Unterbezirks Dahme-Spreewald gewählt und übte dieses Amt bis November 2022 aus
.

### Abgeordnete
Bei der Landtagswahl 2004 wurde Fischer im Wahlkreis Dahme-Spreewald I direkt in den Landtag Brandenburg gewählt. Von Oktober 2007 bis 2009 war sie wirtschaftspolitische Sprecherin der SPD-Landtagsfraktion. Zuvor war sie von Juni 2005 bis Juni 2007 Vorsitzende des Sonderausschusses zur Überprüfung von Normen und Standards im Landtag. Bei der Landtagswahl 2009 konnte sie ihr Direktmandat für den Landtag verteidigen, legte es jedoch nieder, nachdem sie am 6. November 2009 zur Staatssekretärin ernannt worden war und die Leitung der Landesvertretung beim Bund in Berlin übernommen hatte. Für sie rückte Kerstin Kircheis in den Landtag nach.
Bei der Bundestagswahl 2013 kandidierte Fischer für das Direktmandat im Wahlkreis Dahme-Spreewald – Teltow-Fläming III – Oberspreewald-Lausitz I, unterlag jedoch Jana Schimke. Da auch ihr achter Platz auf der Landesliste nicht für den Einzug in den Deutschen Bundestag ausreichte, blieb sie bis zum Ende der Legislaturperiode im Herbst 2014 weiterhin Staatssekretärin.
Bei der Landtagswahl 2014 kandidierte Fischer erneut im Wahlkreis Dahme-Spreewald I und gewann diesen mit 30,1 % der Erststimmen. In der dieser Legislaturperiode war sie Mitglied des Ausschusses für Europaangelegenheiten, Entwicklungspolitik und Verbraucherschutz sowie ab Anfang 2017 Mitglied des Rechtsausschusses. Bis Ende 2016 war sie auch Mitglied im Ausschuss für Inneres und Kommunales. Darüber hinaus gehörte sie dem Wahlprüfungsausschuss an und ist Vorsitzende der G10-Kommission. Für die SPD-Landtagsfraktion war Fischer von 2014 bis 2019 verbraucherpolitische Sprecherin.
Bei der Landtagswahl 2019 wurde Fischer erneut über das Direktmandat im Wahlkreis Dahme-Spreewald I in den Landtag gewählt. Sie gewann ihren Wahlkreis mit 28,8 % der Erststimmen. Ab Dezember 2019 war sie Vorsitzende des Rechtsausschusses des Brandenburger Landtags und rechtspolitische Sprecherin der SPD-Landtagsfraktion. Von Oktober 2021 bis Dezember 2024 war sie zudem stellvertretende Fraktionsvorsitzende.
Bei der Landtagswahl 2024 wurde Fischer erneut über das Direktmandat im Wahlkreis Dahme-Spreewald I mit 36,5 % der Erststimmen in den Landtag gewählt. In dieser Legislatur ist sie wieder ordentliches Mitglied im Ausschuss für Recht und Digitalisierung.

### Mandate und Ämter
Bei der Kommunalwahl 2008 wurde Fischer erstmals Mitglied des Kreistages Dahme-Spreewald. Bei den Kommunalwahlen in Brandenburg 2014, 2019 und 2024 wurde sie erneut in den Kreistag Dahme-Spreewald gewählt. Im Mai 2019 wurde sie außerdem in die Gemeindevertretung ihres Wohnortes Zeuthen gewählt.

## Mitgliedschaften
Fischer ist stellvertretende Vorsitzende des AWO-Bezirksverbands Brandenburg Süd sowie Vorstandsvorsitzende des AWO-Kreisverbandes Dahme-Spreewald. Darüber hinaus ist sie Mitglied im Feuerwehrförderverein der Freiwilligen Feuerwehr Eichwalde, Mitglied des Fördervereins der Freiwilligen Feuerwehr Zeuthen, Mitglied im „Kind & Kegel“ e. V. in Eichwalde, Mitglied im Kulturverein Zeuthen e. V. sowie Mitglied des Familienbündnis „ZEWS“.